# Општина Кирпар (Сибињ)
Кирпар (рум. Chirpăr) општина је у Румунији у округу Сибињ.
Oпштина се налази на надморској висини од 480 m.